# Walton County (Georgia)
Das Walton County ist ein County im Bundesstaat Georgia der Vereinigten Staaten. Der Verwaltungssitz (County Seat) ist Monroe.

## Geographie
Das County liegt im mittleren Norden von Georgia und hat eine Fläche von 855 Quadratkilometern, wovon zwei Quadratkilometer Wasseroberfläche sind, und grenzt im Uhrzeigersinn an folgende Countys: Oconee County, Morgan County, Newton County, Rockdale County, Gwinnett County und Barrow County.
Das County ist Teil der Metropolregion Atlanta.

## Geschichte
Walton County wurde 1818 als 46. County von Georgia gebildet. Benannt wurde es nach George Walton, einem Unterzeichner der Unabhängigkeitserklärung und späterem Gouverneur von Georgia und US-Senator.

## Demografische Daten

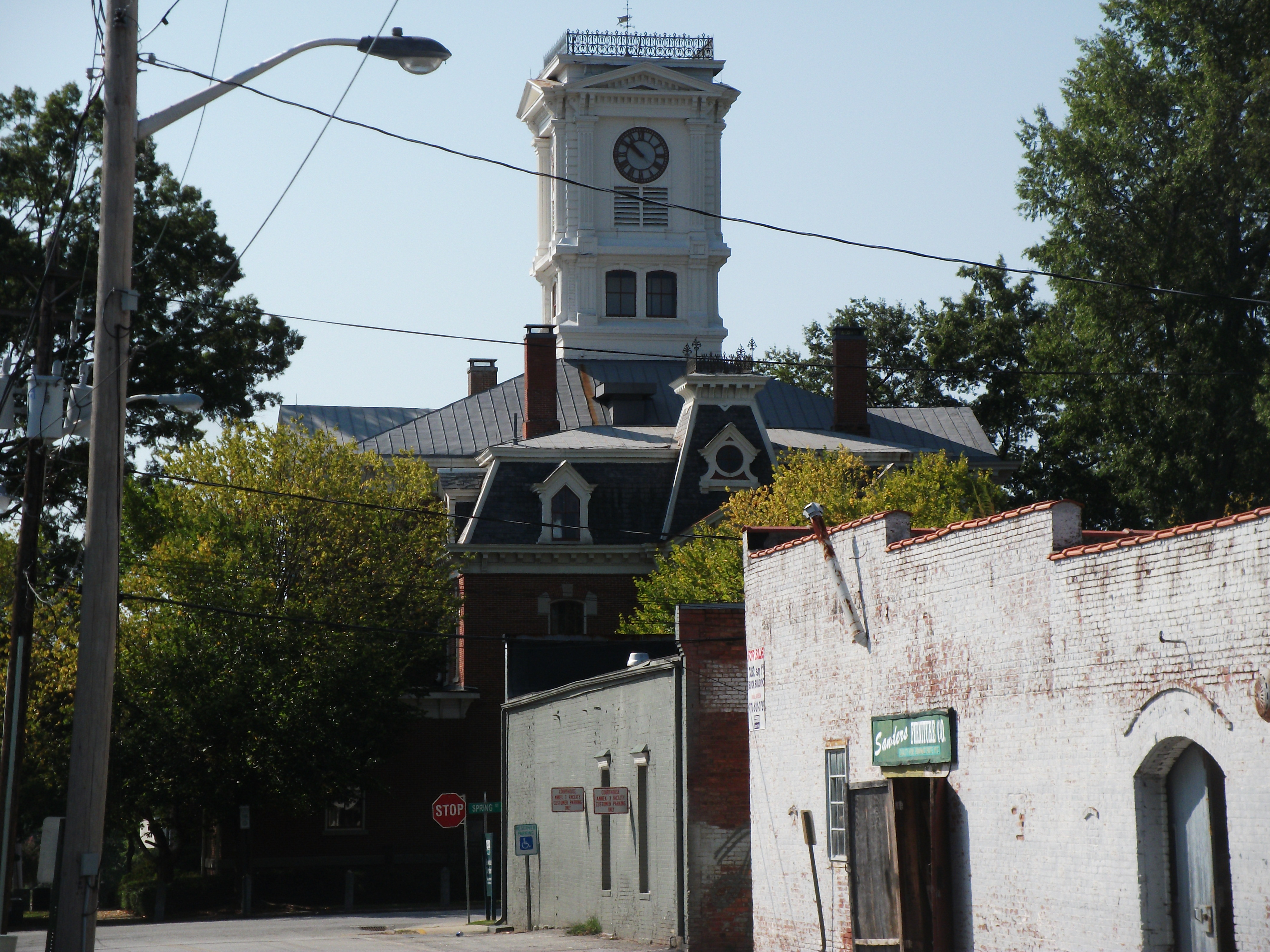
Ehemaliges Walton County Courthouse

Laut der Volkszählung von 2010 verteilten sich die damaligen 83.768 Einwohner auf 29.583 bewohnte Haushalte, was einen Schnitt von 2,81 Personen pro Haushalt ergibt. Insgesamt bestehen 32.435 Haushalte.
77,5 % der Haushalte waren Familienhaushalte (bestehend aus verheirateten Paaren mit oder ohne Nachkommen bzw. einem Elternteil mit Nachkomme) mit einer durchschnittlichen Größe von 3,19 Personen. In 40,7 % aller Haushalte lebten Kinder unter 18 Jahren sowie in 24,7 % aller Haushalte Personen mit mindestens 65 Jahren.
29,4 % der Bevölkerung waren jünger als 20 Jahre, 24,4 % waren 20 bis 39 Jahre alt, 28,5 % waren 40 bis 59 Jahre alt und 17,7 % waren mindestens 60 Jahre alt. Das mittlere Alter betrug 37 Jahre. 48,7 % der Bevölkerung waren männlich und 51,3 % weiblich.
80,1 % der Bevölkerung bezeichneten sich als Weiße, 15,6 % als Afroamerikaner, 0,3 % als Indianer und 1,1 % als Asian Americans. 1,5 % gaben die Angehörigkeit zu einer anderen Ethnie und 1,5 % zu mehreren Ethnien an. 3,2 % der Bevölkerung bestand aus Hispanics oder Latinos.
Das durchschnittliche Jahreseinkommen pro Haushalt lag bei 54.459 USD, dabei lebten 13,2 % der Bevölkerung unter der Armutsgrenze.

## Orte im Walton County
Orte im Walton County mit Einwohnerzahlen der Volkszählung von 2010:
Cities:
- Loganville – 10.458 Einwohner
- Monroe (County Seat) – 13.234 Einwohner
- Social Circle – 4.262 Einwohner

Towns:
- Between – 296 Einwohner
- Good Hope – 274 Einwohner
- Jersey – 137 Einwohner
- Walnut Grove – 1.330 Einwohner